# هيو أودونيل (سياسي)
هيو أودونيل (بالإنجليزية: Hugh O'Donnell)‏ هو سياسي بريطاني، ولد في 1 مايو 1952 في غلاسكو في المملكة المتحدة. حزبياً، نشط في Scottish Liberal Democrats ‏ والديمقراطيون الليبراليون. في الانتخابات النيابية العمومية الاسكتلندية 2007 ‏، انتخب عضو البرلمان الاسكتلندي الثالث ‏ عن دائرة Central Scotland (Scottish Parliament electoral region) ‏ وقد انضم خلال فترته النيابية ‏ (3 مايو 2007 – 22 مارس 2011)  للكتلة البرلمانية Scottish Liberal Democrats ‏.